# Голяма птица носорог
Голяма или двойнорога птица носорог, наричана още голямо малайско калао, (Buceros bicornis) е най-едрата птица от семейство Носорогови птици (Bucerotidae). Тя обитава екваториалните и тропически гори на Югоизточна Азия. Заради неповторимите си размери и цветове, тя е станала част от културата на народите от региона. Малайското калао е и сред най-дълголетните от птиците носорози – средната ѝ продължителност на живота е между 50 и 60 години.

## Ареал и размери
Голямата птица носорог живее в джунглите на Югоизточна Азия, по-точно в североизточна Индия, Шри Ланка, п-в Индокитай, п-в Малака и Индонезия, на островите Суматра, Ява и някои от Малките Зондски острови. Среща се в тропични и екваториални гори на височина до 2500 m, макар че в Хималаите и планините на Суматра се среща и на над 3000 m. Възрастна птица достига до 120 cm дължина (с опашката), а размахът на крилете – 135 cm.

## Хранене
Голямото малайско калао се храни предимно с плодове, като смокини, мускатови орехи и много други. Освен това напада и гущери, дребни змии, гризачи и др., които убива с помощта на тежкия си клюн, с който може да убие и по-големи животни.